# لایوش باراتی
لایوش باراتی (مجاری: Baróti Lajos; ۱۹ اوت ۱۹۱۴ – ۲۳ دسامبر ۲۰۰۵) بازیکن و مربی فوتبال اهل مجارستان بود.
از باشگاه‌هایی که در آن بازی کرده‌است می‌توان به باشگاه فوتبال دیوری ای‌تی‌او اشاره کرد.
وی به‌عنوان سرمربی تیم ملی فوتبال مجارستان در بازی‌های المپیک تابستانی ۱۹۶۴ به مقام قهرمانی دست پیدا کرده‌است.